# Dan Nica
Dan Nica (ur. 2 lipca 1960 w Panciu) – rumuński polityk i inżynier, wiceprzewodniczący Partii Socjaldemokratycznej, minister łączności w latach 2000–2004, minister ds. społeczeństwa informacyjnego od 2012 do 2014, wicepremier w latach 2008–2009, minister spraw wewnętrznych w 2009, deputowany do Parlamentu Europejskiego VIII, IX i X kadencji.

## Życiorys
Dan Nica w 1985 ukończył studia w zakresie elektroniki i telekomunikacji w Instytucie Politechnicznym „Gheorghe Asachi” w Jassach. Doktoryzował się w 2005 w zakresie telekomunikacji. W latach 1985–1996 zajmował różne stanowiska w przedsiębiorstwie telekomunikacyjnym w okręgu Gałacz. Od 1991 do 1996 był dyrektorem tej firmy.
Był członkiem postkomunistycznej PDSR, z którą współtworzył Partię Socjaldemokratyczną (PSD). Początkowo pełnił funkcję jej przewodniczącego w okręgu Gałacz, w 2006 został wiceprzewodniczącym socjaldemokratów. W 1996 po raz pierwszy wybrany na posła do Izby Deputowanych, uzyskiwał reelekcję w 2000, 2004, 2008 i 2012.
Od 29 grudnia 2000 do 14 lipca 2004 zajmował stanowisko ministra komunikacji i technologii informatycznych w rządzie premiera Adriana Năstase. 22 grudnia 2008 objął funkcję wicepremiera w gabinecie Emila Boca. Od 14 do 21 stycznia 2009 pełnił obowiązki ministra spraw wewnętrznych. 2 lutego 2009 stanął oficjalnie na czele tego resortu.
28 września 2009 premier Emil Boc zapowiedział zdymisjonowanie Dana Nicy i wezwał PSD do mianowania jego następcy w ciągu 24 godzin. Zarzucił ministrowi nieradzenie sobie z zapewnieniem bezpieczeństwa w kraju oraz oskarżanie rządu o dokonywanie fałszerstw przy nadchodzących wyborach prezydenckich. PSD odrzuciła wezwanie premiera i zażądała anulowania tej decyzji. 1 października 2009 premier zgodnie z zapowiedzią odwołał Dana Nicę, a tymczasowym ministrem spraw wewnętrznych mianował Vasile Blagę. W odpowiedzi tego samego dnia Partia Socjaldemokratyczna ogłosiła wyjście z koalicji rządowej, a wszyscy ministrowie z jej rekomendacji podali się do dymisji.
W maju 2012 Dan Nica powrócił do rządu. W gabinecie Victora Ponty został ministrem łączności i do spraw społeczeństwa informacyjnego, utrzymując ten urząd również w drugim rządzie tegoż premiera (jako minister do spraw społeczeństwa informacyjnego) (sprawował go do lutego 2014).
W 2014 z ramienia lewicowej koalicji skupionej wokół socjaldemokratów uzyskał mandat deputowanego do PE VIII kadencji. Z rekomendacji PSD z powodzeniem ubiegał się o reelekcję w 2019 i 2024.